# Phytodietus nemoralis
Phytodietus nemoralis là một loài tò vò trong họ Ichneumonidae.